# James Andrew Harris
James Andrew Harris (Waco, Texas, 26 de marzo de 1932) es un químico nuclear estadounidense, codescubridor de dos elementos químicos producidos artifialmente: el rutherfordio (1968) y el dubnio (1970).

## Formación académica
Tras el divorcio de sus padres, se trasladó al área de la bahía de San Francisco y se graduó en la McClymond High School de Oakland. Asistió al Houston-Tillotson College en Austin, Texas, y se graduó como B.S. en Química (1953). Posteriormente realizó cursos de posgrado en química y física. Aunque James Harris no tenía el grado de doctor, su alma mater (Houston-Tillotson College) le confirió un doctorado honoris causa en 1973, debido principalmente a su trabajo en el co-descubrimiento de los elementos 104 y 105. Obtuvo un Máster en Administración Pública de la Universidad Estatal de California, Hayward, California, en 1975.

## Carrera profesional
Comenzó a trabajar en Tracerlab, Inc. en Richmond, California, donde trabajó como químico durante cinco años. En 1960, Harris dejó Tracerlab tras aceptar un puesto en la División de Química de las radiaciones del Laboratorio Nacional Lawrence Berkeley de la Universidad de California en Berkeley. Allí se incorporó al grupo de investigación sobre elementos pesados, junto a otros científicos, bajo la dirección de Albert Ghiorso y del Premio Nobel de Química en 1951, Glenn T. Seaborg. 
Fue nombrado Jefe de la División de Ingeniería y Servicios Técnicos del Laboratorio Lawrence Berkeley, en 1977, donde se mantiene activo en la investigación sobre química nuclear. 

## Descubrimiento de nuevos elementos
El rutherfordio fue preparado en 1968 por bombardeo de californio con átomos de carbono, junto a Albert Ghiorso, Matti Nurmia, Kari Eskola y Pirkko Eskola.
El dubnio fue preparado en 1970 por bombardeo de californio con átomos de nitrógeno, igualmente junto a Albert Ghiorso, Matti Nurmia, Kari Eskola y Pirkko Eskola.

## Asociaciones profesionales y distinciones
James A. Harris es el primer científico afroamericano en participar en el descubrimiento de un nuevo elemento químico. Pertenece a varias asociaciones profesionales, algunas de ellas de ámbito racial.
- Sociedad Nacional de Químicos e Ingenieros Químicos Negros
- Sociedad Objetivo Nuclear
- American Chemical Society
- Programa de transplutónicos de la AEC
- Alpha Phi Alpha

Posee las siguientes distinciones:
- Premio al Mérito Científico otorgado por el Alcalde de Richmond (California)
- Certificado de Mérito de la Asociación de Ciencias Dignidad Negra
- Premio al Mérito, de la Liga Nacional Urbana